# Taufkirchen an der Pram
Taufkirchen an der Pram település Ausztriában, Felső-Ausztria tartományban, a Schärdingi járásban, területe 29,15 km².

## Fekvése
Tengerszint feletti magassága 338 méter. Taufkirchen an der Pram Rainbach im Innkreis, Diersbach, Andorf, Eggerding, Sankt Marienkirchen bei Schärding és Sankt Florian am Inn településekkel határos.

## Népesség
Lakosainak száma 2925 fő (2018. január 1.).